# Palatinado-Mosbach-Neumarkt

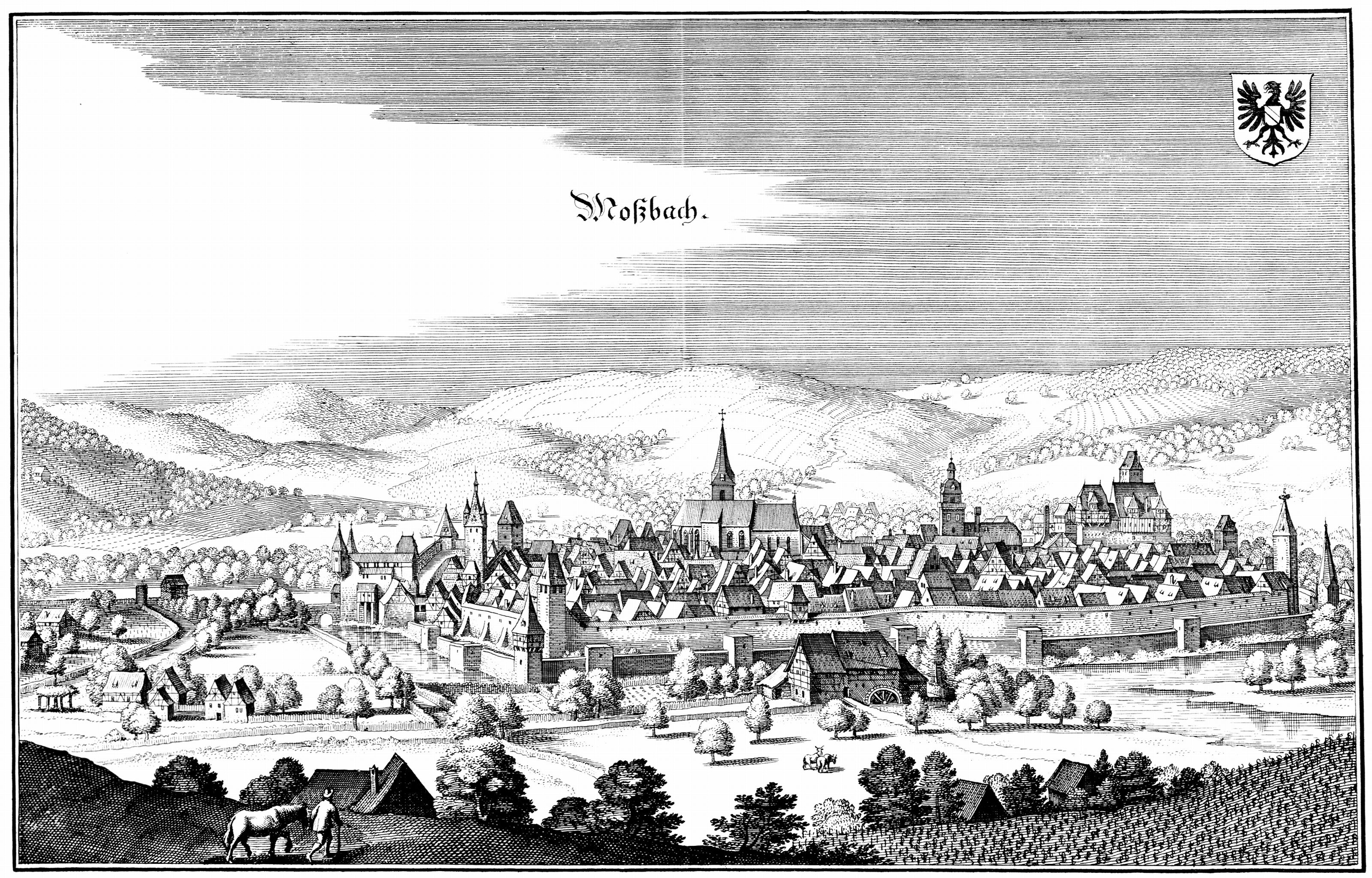
Mosbach, grabado de Matthäus Merian.

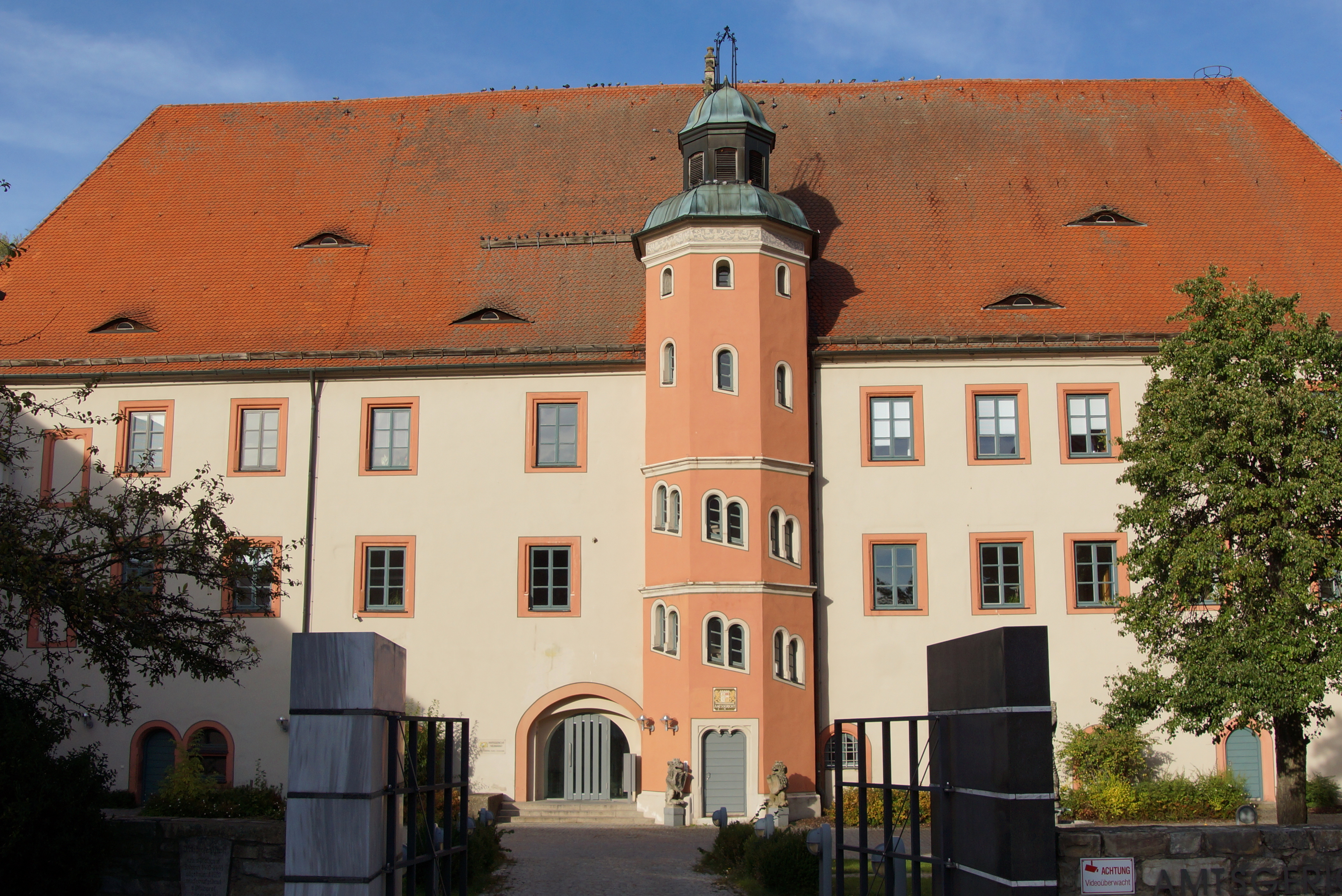
Castillo del Palatino en Neumarkt.

El Palatinado-Mosbach-Neumarkt fue un estado del Sacro Imperio Romano Germánico, gobernado por los palatinos de la Familia de Wittelsbach.

## Historia
Fue creado en 1448 mediante la unión de los dominios del Palatinado-Mosbach y el Palatinado-Neumarkt y duró hasta la extinción de la línea Palatinado-Mosbach de la Casa de Wittelsbach en 1499. Su territorio estaba formado por una región en Odenwald alrededor de Mosbach y en el Alto Palatinado alrededor de Neumarkt.
La rama palatinada de la Casa de Wittelsbach se dividió después de la muerte de Roberto III del Palatinado en 1410 en cuatro ramas, la rama electoral con la capital Heidelberg y las ramas del Palatinado-Neumarkt, Palatinado-Simmern y el Palatinado-Mosbach.
La rama del Palatinado-Mosbach fue fundada por Otón, el hijo menor de Roberto, que se instaló en Mosbach. Su matrimonio con Juana de Baviera-Landshut produjo nueve hijos.
Su hijo Otón II (1435-1499) continuó la línea, pero trasladó su sede de gobierno a Neumarkt. Allí murió Otón II sin descendencia, por lo que también se extinguió la línea Palatinado-Mosbach. El territorio volvió al Elector Palatino Felipe (Elector Palatinado) y se reunió con el dominio del Palatinado Electoral.
Después de la conclusión principal de la Diputación Imperial en 1803, los Príncipes de Leiningen asumieron, entre otras cosas, el título de “Conde Palatino de Mosbach”; esto no tiene ninguna conexión con la línea Palatinado-Mosbach-Neumarkt.